# Utba ibn Ghazwan
Abu-Ubayd-Al·lah Utba ibn Ghazwan ibn al-Hàrith o, més senzillament, Utba ibn Ghazwan (àrab: عتبة بن غزوان, ʿUtba b. Ḡazwān) fou un company del profeta Mahoma.
Es va convertir molt aviat i fou un dels companys de Mahoma més antics, sent anomenat el setè del set (el darrer dels set primers adeptes). Va participar en les dues hijres (hègires) a Axum i a la batalla de Badr, així com a diverses expedicions. Sota el califa Úmar ibn al-Khattab fou enviat a l'Iraq i va ocupar al-Ubulla matant als marzban (governador persa) de Dast Maysan; va fer presoner al sàhib (senyor) persa d'al-Furat, al lloc on després es va edificar Bàssora. El 635 va acampar a un lloc anomenat Khurayba, on va fundar una mesquita i va donar terres als beduïns que l'acompanyaven, i que fou el nucli de la futura Bàssora. Va morir el 638 als 57 anys i el va succeir en el govern de Khurayba/Bàssora al-Mughira ibn Xuba, tot i que fou Abu-Mussa al-Aixarí qui va eliminar els elements precaris de les construccions de Bàssora i va construir les primeres cases fetes de rajoles.